# اچ‌ام‌اس تیویوت (۱۹۰۳)
اچ‌ام‌اس تیویوت (۱۹۰۳) (به انگلیسی: HMS Teviot (1903)) یک کشتی بود. این کشتی در سال ۱۹۰۳ ساخته شد.